# Wanis al-Kazzafi
Wanis al-Kazzafi, arab. ‏ونيس القذافي‎ (ur. 1924, zm. 1986) – libijski polityk, minister spraw zagranicznych i premier Libii.
W latach 1962–1963 minister spraw zagranicznych Libii.